# Бодро шагая
«Бодро шагая» (иногда встречается вариант перевода — «Шагай бодрее»; яп. 朗かに歩め, Hogaraka ni ayume; англ. Walk Cheerfully) — немой фильм режиссёра Ясудзиро Одзу, вышедший на экраны в 1930 году. Фильм находится в общественном достоянии.

## Сюжет
Кэндзи, по прозвищу Ножик, является мелким вором, который действует при помощи трёх своих сообщников: Сэнко, Гюнпэя и девушки Тиэко.  Однажды он видит скромную девушку Ясуэ, выходящую из ювелирного магазина и влюбляется в неё. Между тем, Тиэко пытается доставить Ясуэ в руки к их отвратительному боссу Оно. Кэндзи спасает Ясуэ и объясняется с ней. Ясуэ, узнав о том, чем он занимается, оставляет его… «пока он не станет честным человеком». Но не так то просто избавиться от своего прошлого...
Тиэко и Гюнпэй пытаются затащить его обратно на криминальную стезю и когда он отказывается, они сдают его полиции. Ясуэ обещает дождаться его. После отбытия наказания Кэндзи возвращается в свой город, чтобы найти Ясуэ.

## В ролях
- Минору Такада — Кэндзи Кояма
- Хироко Кавасаки — Ясуэ Сугимото
- Сатоко Датэ — Тиэко
- Нобуко Мацудзоно — младшая сестра Ясуэ
- Ютако Судзуки — мать Ясуэ
- Хисао Ёситани — Сэнко
- Тэруо Мори — Гюнпэй
- Такэси Сакамото — Оно
- Кандзи Кавара
- Кэндзи Кимура

## О фильме
14-й фильм выдающегося японского кинорежиссёра Ясудзиро Одзу снят с ноября 1929-го по февраль 1930-го, и вышедший на киноэкраны Японии 1 марта 1930 года. Производство было прервано в декабре 1929 года для внеплановых съёмок фильма «Курс супружеской жизни», вышедшего на экраны в январе 1930 года, но не сохранившегося до наших дней.
Оригинальная идея сюжета принадлежит Хироси Симидзу, близкому другу Одзу, также работающему режиссёром на той же студии Shochiku Kamata. Симидзу и Одзу оба одногодки (с 1903 года рождения). Их дружба началась в 1924 году, Когда Симидзу работал ассистентом режиссёра на студии Ikeda Yoshinobu, а Одзу был тогда помощником оператора и продолжалась до смерти Одзу в 1963 году.
Одзу сразу решил снимать эту историю в прозападном стиле, к чему он в свои молодые годы очень тяготел. В те времена самым «прозападным» режиссёром в Японии был Ютака Абэ, который снимал фильмы на студии «Никкацу»: «Женщина, коснувшаяся ног», 1926; «Пять женщин, которые его окружают», 1927 и др., он был единственным исключением из японских кинорежиссёров, кто поработал какое-то время в Голливуде. Одзу же считался представителем «прозападного кино» среди молодых режиссёров. Происходящее на экране в «прозападных» японских фильмах было типичным: дорогие иностранные автомобили, пишущие машинки, игроки в гольф, гостиницы и рестораны, мужчины в костюмах, а женщины в роскошных нарядах, а не в кимоно… В общем всё это было весьма далеко от реальной японской жизни тех лет. Но по сюжету оказывалось логичным, что герой живёт в европеизированной квартире в Токио. Сам Одзу любил носить импортированную с Запада одежду, ибо он был самым «прозападным» щёголем-режиссёром студии Shochiku Kamata.
В этот период своей работы Одзу всегда использует американские киноафишы в кадре поставленных им фильмов. Постер к «Седьмому небу» (1927, реж. Фрэнк Борзеги) можно наблюдать в киноленте Одзу «Дни юности», а постер к фильму Гарольда Ллойда «Гонщик» (1928) в ленте «Университет-то я окончил…». В фильме «Бодро шагая» можно увидеть постер к киноленте «Наши танцующие дочери» (1928, реж. Гарри Бомонт).
У фильма «Бодро шагая» нехарактерный для Одзу стиль, быстрый темп и смешанный жанровый подход. «Бодро шагая» представляет собой смесь жанров (детектив, драма, комедия, гангстерский фильм и мелодрама). Действие фильма разбивается в несколько сложных слоёв, но акцент делается на Кэнди, мелкого жулика, который решает пойти честным путём после того как влюбляется в милую девушку Ясуэ. «Бодро шагая» не является существенной работой режиссёра, но это интересный и добрый фильм, который выполнен в неожиданном стиле и темпе, в том числе с умелым использованием камеры и освещения, которые делают его уникальным из фильмов Одзу.